# Un nom pour un autre
Pour plus de détails, voir Fiche technique et Distribution.
Un nom pour un autre (The Namesake) est un film dramatique américano-indien, réalisé par Mira Nair, sorti en 2006.
Il s'agit d'une adaptation du roman éponyme de Jhumpa Lahiri,.

## Synopsis
Après leur mariage, un couple quitte Calcutta pour s'installer à New York. Ashoke et Ashima ne connaissent pas beaucoup cette grande ville, et doivent donc lutter pour s'adapter à cet univers. Bientôt, un fils naît, que le père décide d'appeler Gogol en l'honneur de l'auteur russe. Lors de son adolescence, Gogol va vite se faire aux habitudes new-yorkaises et oubliera aussi ses origines, mais son prénom l'embarrasse.

## Fiche technique
Sauf indication contraire, les informations mentionnées dans cette section peuvent être confirmées par la base de données cinématographiques IMDb,  présente dans la section « Liens externes ».
- Titre français : Un nom pour un autre
- Titre original : The Namesake
- Réalisation : Mira Nair, assistée de Michael DeCasper
- Scénario : Sooni Taraporevala, d'après un roman éponyme de Jhumpa Lahiri
- Direction artistique : Suttirat Anne Larlarb
- Décors : Stephanie Carroll
- Costumes : Arjun Bhasin
- Son : Dave Paterson
- Photographie : Frederick Elmes
- Montage : Allyson Johnson
- Musique : Nitin Sawhney
- Production : Lydia Dean Pilcher, Mira Nair
- Sociétés de production : Mirabai Films, UTV Motion Pictures (Inde), Fox Searchlight Pictures (États-Unis), Cine Mosaic, Entertainment Farm
- Sociétés de distribution : Fox Searchlight Pictures (États-Unis), Twentieth Century Fox (France), 20th Century Fox Home Entertainment, Twentieth Century Fox Film Corporation
- Société d'effets spéciaux : & Company
- Pays d'origine :  Inde,  États-Unis
- Langue : Hindi, anglais, bengali, français
- Genre : Aventure, drame, musical, romance
- Format : Couleurs - 1.85:1 - DTS / Dolby Digital / SDDS - 35 mm
- Durée : 122 minutes (2 h 02)
- Dates de sortie en salles :

- - France : 28 mars 2007
  - Inde : 23 mars 2007
  - États-Unis : 6 avril 2007
  - Belgique : 16 mai 2007
  - Canada : 11 septembre 2006
  - Royaume-Uni : 30 mars 2007

## Distribution

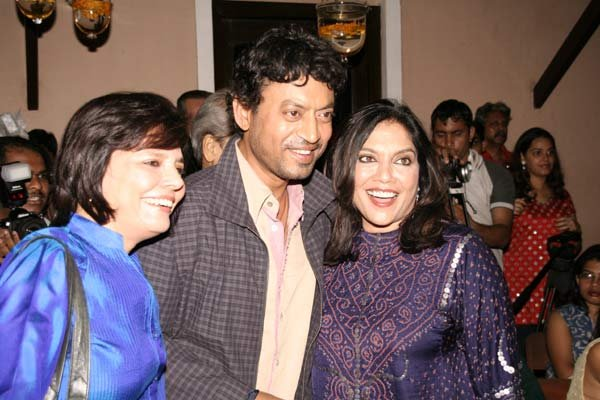
La scénariste Sooni Taraporevala, l'acteur Irfan Khan et la réalisatrice Mira Nair en 2006.

- Tabu (V. F. : Céline Melloul ; V. Q. : Catherine Hamann) : Ashima Ganguli
- Irfan Khan (V. F. : Stéphane Marais ; V. Q. : Gilbert Lachance) : Ashoke Ganguli
- Kal Penn (V. F. : Yann Peira ; V. Q. : François Sasseville) : Nikhil "Gogol" Ganguli
  - Soham Chatterjee (V. F. : Corinne Martin) : Gogol, enfant
- Zuleikha Robinson (V. Q. : Pascale Montreuil) : Moushumi
- Glenne Headly : Lydia Ratliff
- Brooke Smith : Sally
- Benjamin Bauman : Donald
- Sudipta Bhawmik : Subrata Mesho
- Jessica Blank : Edith
- Josh Grisetti : Jerry
- Sebastian Roché : Pierre
- Jacinda Barrett (V. F. : Ludmila Ruoso ; V. Q. : Éveline Gélinas) : Maxine Ratliff
- Sibani Biswas : Mme Mazoomdar
- Marcus Collins : Graham
- Michael Countryman : M. Wilcox
- Linus Roache : M. Lawson
- Gargi Mukherjee (V. Q. : Viviane Pacal) : Mira Mashi
- Heather MacRae : l'infirmière Patty

## Bande-son
La bande originale comporte des musiques variées : indienne, anglo-indienne. Nitin Sawhney a été influencé par la musique de Ravi Shankar pour La Complainte du sentier. Le morceau IC408 de State of Bengal relève de l'electronica. La sonnerie du téléphone de Moushumi est la chanson "Riviera Rendezvous" de Ursula 1000 extrait de l'album Kinda' Kinky. Des morceaux indiens classiques (interprétés à l'écran par Tabu) sont chantés par Mitali Banerjee Bhawmik (en).